# Jakub Bartek
Jakub Bartek (sinh 1 tháng 7 năm 1992 in Prešov) là một hậu vệ bóng đá Slovakia hiện tại thi đấu cho Fortuna Liga câu lạc bộ 1. FC Tatran Prešov.

## 1. FC Tatran Prešov
Anh ra mắt cho 1. FC Tatran Prešov trước ŠK Slovan Bratislava ngày 14 tháng 7 năm 2012.